# Umetnostno kotalkanje
Umetnostno kotalkanje je podoben šport kot umetnostno drsanje in rolanje. Vendar pa ima umetnostno drsanje kot kategorijo na tekmovanjih samo prosti program, kotalkanje pa ima poleg tega tudi obvezne like. Pri drsanju drsalka drsi po ledu, s čimer se doseže večjo hitrost z manj napora kot pri umetnostnem kotalkanju, pri katerem je hitrost potrebno povečevati z odrivi. Športa se razlikujeta tudi pri speljavah in pristankih. 
Umetnostno kotalkanje se lahko izvaja individualno ali v paru (plesni in športni pari), na evropskih in svetovnih prvenstvih pa lahko vidimo tudi tekmovanja skupin, kjer  kotalkarji kotalkajo na določeno temo oziroma zgodbo in imajo temu primerne kostume. Od leta 2002 na svetovnih prvenstvih tekmujejo tudi kotalkarji in-line, na rolerjih. Za pomembne nastope – evropsko, svetovno prvenstvo – je običajno potrebnih deset do dvanajst let treniranja. 

## Elementi kotalkanja
Umetnostno kotalkanje je sestavljeno iz obveznih likov in prostega kotalkanja.

### Obvezni liki
V umetnostnem kotalkanju sestavlja temeljno abecedo več kot 40 obveznih likov, ki so glede na starost tekmovalcev oziroma težavnost izvedbe razvrščeni v skupine. Pri obveznih likih je potrebno vedno voziti po en lok na eni nogi, natančno, s pravilnimi obrati in pravilno držo telesa. Like morajo tekmovalci/tekmovalke voziti po črtah, krogih, ki so zarisani na kotalkarski plošči. Pred pričetkom tekmovanj sodniki in predstavniki klubov izmed vseh lokov izžrebajo eno skupino, katera vsebuje dva, oz tri loke, ki jih potem vozijo kategorije do kadetov, od kadetov do članov pa se tekmuje s štirimi liki. Število sodnikov je različno glede na rang tekmovanja. 
S treningi in tekmovanji v obveznih likih otroci pričnejo, ko so v kategoriji cicibani.

### Prosto kotalkanje
Tekmovanja v prostem programu za kategorije od starejših dečkov/deklic do članov so sestavljena iz dveh tekem: ene v kratkem programu, kjer je dolžina vaje 2.15 min in mora tekmovalec izvesti šest točno določenih elementov, katerih, tudi če jih zgreši, ne sme ponoviti, ter iz dolgega programa, katerega dolžina je odvisna od kategorije oziroma starosti kotalkarja. Kratki program pomeni tretjino ocene v skupnem seštevku prostega programa, dolgi program pa ostali dve tretjini. V dolgem programu lahko tekmovalec izrazi značilnosti svojega sloga z zgradbo nastopa in s svojo izvedbo. Vezni in zaletni koraki, vrtenja, obrati in prestopni koraki ter drugi elementi dajejo mikavne kombinacije. Na voljo je še vrsta drugih likov, kot so vrtenja v lastovki, tako imenovana luna, zavoji in več kot ducat standardnih skokov, ki so večinoma poimenovani po znamenitih drsalcih, ki so jih prvi izvajali: Axel Paulsen, Lutz, Rittberger, Salchow itd. Kategorije od začetnikov do mlajših dečkov/deklic tekmujejo samo v dolgem programu.

## Osnovni skoki v kotalkanju
- TOE-LOOP je eden od treh pičenih skokov in najlažji od vseh. Velikokrat se ga uporablja v kombinacijah skokov, ko se skače več skokov zaporedoma, ne da bi se pri tem naslonili oziroma dali na tla drugo nogo.
- TROJČEK ali SALCHOW je po težavnosti drugi skok.
- FLIP je pičen skok, pri katerem se odrinemo z desne noge s pomočjo štoparja.
- RITTBERGER se velikokrat uporablja v kombinaciji. Je težak skok.
- LUTZ je isti kot flip, le da se voziš nazaj, po zunanji kanti (kotalkar pritiska na zunanjo stran kotalke).
- AXEL je nedvomno najtežji skok od vseh, saj mora kotalkar v zraku zavrteti pol obrata več kot pri ostalih skokih. Poleg tega se pri izvajanju axla pojavijo psihične blokade, saj ima kotalkar zaradi načina odskoka občutek, da pada v prazno. Axel kot skok je izumil hitrostni drsalec. Pri moških tekmovalcih je že bilo nekaj posameznikov, ki so skakali trojni axel, pri ženskah pa trojnega ne skače še nobena.

Vsak skok je sestavljen iz več faz:
- priprava je zaporedje gibov, s katerimi se postavimo v pravilno pozicijo za skok
- odriv je zaporedje gibov, ki omogočijo kotalkarju, da pridobi na moči in se dvigne čim višje, da lahko v zraku zavrti potrebno število obratov
- odskok je trenutek, ko se kotalka odlepi od podlage
- let je faza, ko je kotalkar v zraku in rotira
- doskok je trenutek, ko se kotalkar spet dotakne tal. Pri desničarjih je pri večini skokov vedno doskok na desno nogo
- izpeljava je zaporedje gibov, ki zaključijo skok

Številne so tudi piruete, ki jih je mogoče vrteti z ostrim zavojem na obeh nogah ali na eni, na zadnjih koleščkih, križno ali v počepu, v lastovki, obrnjeno pirueto ter preskočeno pirueto. Prosti program sodijo isti sodniki kot obvezne like.

## Oprema
Osnovna oprema so gotovo kotalke in ščitniki. Prvič so se kotalke pojavile leta 1743 na nekem londonskem odru, izumitelj pa je neznan. Leta 1760 je John Joseph Merlin izdelal primitivno verzijo rolerjev s kovinskimi koleščki. Leta 1819 pa so kotalke, še vedno s koleščki v vrsti, prvič patentirali, to je storil Francoz M. Petitbled. Teh kotalk se ni dalo lepo voditi, tako da so izumitelji celotno 19. stoletje posvetili temu, da bi ta izum izboljšali. Leta 1863 je izumitelj James Leonard Plimpton v New Yorku predstavil kotalke s po dvema vzporednima koleščkoma. S temi kotalkami je njihov uporabnik že lahko zavijal z nagibom telesa. Ta izboljšava je kotalke izstrelila med zvezde in leta 1866 so Američani odprli prvo kotalkališče. Leta 1876 so patentirali še štoparje (gumijasto zavoro), leta 1880 pa so v Ameriki kotalke že začeli masovno izdelovati in uporabljati
Za tekmovalno kotalkanje se danes uporabljajo kotalke, ki so sestavljene iz podvozja in usnjenega ali čevlja iz blaga. Potrebno je imeti dvojne kotalke: ene za tekmovanja v obveznih likih, pri katerih je trši čevelj in drugačno podvozje od tistega, ki je na kotalkah za prosti program, poleg  tega pa kotalke za obvezne like nimajo gumijastih zavor, kot jih imajo kotalke za prosto kotalkanje. 
Obstaja tudi več vrst koles za kotalke, ki se razlikujejo glede na velikost in trdoto podlage, na kateri se kotalka. Za kotalkanje na betonu se uporablja trša kolesca kot na primer na parketu, kjer je potrebno uporabljati mehkejša, da tekmovalcu pri izvajanju elementov ne drsi. 
Kotalkarji potrebujejo tudi več vrst dresov, za različne priložnosti. Najprej je tu klubski dres, ki je navadno izdelan v barvah kluba in pri katerem se ne uporablja veliko bleščic, drznih modelov oziroma vpadljivih barv. Klubski dres se uporablja za tekmovanja v obveznih likih, uradne treninge in za podeljevanje na medklubskih tekmah. Za tekmovanja v prostem programu imajo tekmovalci navadno dva dresa: enega za kratki program in enega za dolgi program. Dva sta potrebna zato, ker sta glasbi obeh programov različni, tekmovalni dres pa se mora ujemati z glasbo in koreografijo posamezne vaje. Vse skupaj mora tvoriti neko celoto, saj se pri kotalkanju enako kot pri drsanju dobi dve oceni: eno za tehnično vrednost, pri kateri je ocenjeno, katere skoke skačeš in kako dobro jih narediš, drugo pa za umetniški vtis, kjer se ocenjuje izvedba vaje ter zunanji videz.
Tekmovalni dresi so narejeni iz elastičnih materialov, da se popolnoma prilegajo telesu. Izdela se jih po naročilu in točno po merah tekmovalca, tako, da je vsak dres unikat. Dresi za ženske so navadno močno okrašeni z bleščicami in barvnimi kamni, veliko se uporabljajo tudi bleščice swarovski, ki obogatijo dres in se med gibanjem tekmovalca na plošči svetijo. K opremi kotalkarjev spadajo še ščitniki kotalk, za nastope se uporabljajo v kožni barvi, čeznje pa se obuje hlačne nogavice, narejene tako, da se jih potegne čez kotalko. Tako so cele noge kotalkarja v barvi kože in se belega čevlja kotalke sploh  ne vidi. K ženski opremi za tekmovalno kotalkanje spada tudi ličenje, ki je na tekmovanjih prisotno že pri začetnicah in cicibankah.
Tudi moški tekmovalci imajo tekmovalne drese, ki imajo isto funkcijo kot pri puncah, razlika je le v tem, da imajo namesto hlačnih nogavic hlače, ki se jih s paskom pričvrsti pod kotalko, da se med izvajanjem vaje ne dvigajo oziroma plapolajo.

## Kategorije
| KATEGORIJA             | STAROST TEKMOVALCEV | TRAJANJE PROGRAMA |
| ---------------------- | ------------------- | ----------------- |
| ZAČETNIKI              | 7 let in mlajši     | 1.30 min          |
| CICIBANI               | 8 in 9 let          | 2.00 min          |
| MLAJŠI DEČKI/DEKLICE   | 10 in 11 let        | 2.30 min          |
| STAREJŠI DEČKI/DEKLICE | 12 in 13 let        | 3.00 min          |
| KADETI                 | 14 in 15 let        | 3.00 min          |
| MLAJŠI MLADINCI        | 16 in 17 let        | 4.00 min          |
| MLADINCI               | 18 in 19 let        | 4.00 min          |
| ČLANI                  | 20 let in starejši  | 4.00 min          |

Poleg teh osnovnih skupin sta še dve skupini za tiste, ki so se s kotalkanjem začeli ukvarjati kasneje (te skupine ne tekmujejo na državnem prvenstvu oz. ne morejo osvojiti naslova državnega prvaka):
- skupina D (vsi, ki niso do 1. januarja tekočega leta dopolnili 13 let)
- skupina E (vsi, ki so do 1. januarja tekočega leta dopolnili 13 let)